# کنتارو ناکاتا
کنتارو ناکاتا (انگلیسی: Kentaro Nakata؛ زادهٔ ۱۳ مهٔ ۱۹۸۹) بازیکن فوتبال اهل ژاپن است.
از باشگاه‌هایی که در آن بازی کرده‌است می‌توان به باشگاه فوتبال ماتسوموتو یاماگا اشاره کرد.